# Řevnice
Řevnice là một thị trấn thuộc huyện Praha-západ, vùng Středočeský, Cộng hòa Séc.